# Anna-Marija Ravnopolska-Dean
Anna-Marija Ravnopolska-Dean in bulgaro Анна-Мария Равнополска-Дийн?, Anna-Marija Ravnopolska-Dijn (...) è un'arpista, compositrice e insegnante bulgara.

## Biografia
Ravnopolska-Dean ha studiato in Romania con l'arpista e pedagoga Italiana Liana Pasquali, approfondendo la preparazione con l'arpista spagnolo Nicanor Zabaleta e, negli Stati Uniti, con l'arpista e pedagoga Susann McDonald. Sempre in USA ha ricevuto il prestigioso "Artist Diploma" dall'Università dell'Indiana, per le realizzazioni artistiche sull'arpa.
Dopo aver compiuto gli studi musicali, ha suonato con grande successo nelle diverse città in Europa e negli Stati Uniti. È stata invitata a partecipare nei congressi degli arpisti come solista a Vienna, Ginevra, Praga e Seattle.
Dal 1992 è docente all'Università Americana in Bulgaria.

## Pubblicazioni
- Modeling orchestration on harp techniques in the works of Wagner, Smetana and Stravinski, “WHC Review”, to be published
- The Harp in the orchestral works of  Bulgarian Composers (1900-1930)
- "Music yesterday-today", 2002
- The Harp as a Coloristic Instrument in the Beginning of the Twentieth Century ("Арфата като колористичен инструмент в началото на ХХ век"), 200 pp., ISBN 954-90353-9-5, Music Society "Vassil Stefanov", 2001
- The Harp as a Coloristic Instrument in the works of Claude Debussy,
- "Musical Horizons", vol. 7 - 8, 2001, 21- 25, 27 - 33.
- Transcriptions for solo harp, Sofia String Institute, 1995
- Regular contributor to the World Harp Congress Review, 1981- present
- Arrangements for solo harp: Granados, Valses Poeticos,  Albeniz, Suita Espagnol, 1988

## Composizione
- Improvisation for harp solo, June 2003
- "The turtle's castle" for harp solo, September 2003
- Four compositions for harp on Haiku poetry, October 2003
- Waltz and Lullaby for piano solo, November 2003
- Rap Tango for harp and voice, November 2003
- Suite of eight dances: Laendrer, Tango, Fandango, Horo,
- Kazachok, Arabian dance, Pavane, April 2004
- "Fantasy on Traviata", June 2005
- Two haiku pieces on Basho, February 2006
- "The mystic trumpeter" on Walt Whitman, February 2006
- Five haiku pieces "Solo Honkadorae Renga", February 2006

## Discografia principale
- Bulgarian Harp Favorites, Arpa d'oro, CD 2003
- Legende:  French Music for Harp, Gega compact disc, 1999
- Harpist at the Opera (honoring the Donizetti bicentennial), Arpa d'oro CD, 1997
- Harps of the Americas (Paraguayan and pedal harps), Arpa d'oro CD, 1996
- Erich Schubert Pop Harp Festival, Gega CD, 1994
- A Harpist's Invitation to the Dance, Gega CD, 1992